# 롤라 커크
롤라 커크(Lola Kirke, 1990년 9월 27일 ~ )는 잉글랜드, 미국의 배우이다.

## 출연 작품
- 아메리칸 메이드
- 사라진 소녀들 - 킴 역
- 씨너스: 죄인들 - 조안 역